# Matthew Turner
Matthew J. Turner (ur. 11 grudnia 1975) – angielski szachista, reprezentant Szkocji od 2012, arcymistrz od 2002 roku.

## Kariera szachowa
W 1988 r. podzielił I-II m. w mistrzostwach Wielkiej Brytanii juniorów do 13 lat. W 1992 i 1993 r. reprezentował Anglię na mistrzostwach Europy w kategoriach – odpowiednio – do 20 i 18 lat. W 1994 r. zwyciężył w kołowym turnieju Masters w Oakham, w 1995 r. podzielił II m. (za Suatem Atalikiem, wspólnie z m.in. Aleksandrem Oniszczukiem, Wolodymyrem Małaniukiem i Nuchimem Raszkowskim) w turnieju Summer Congress w Hastings, natomiast w 1996 r. zajął I m. w Witley. W 2000 r. zwyciężył (wspólnie z Aaronem Summerscalem) w Newport oraz podzielił III m. w Paignton (za Johnem Nunnem i Klausem Bischoffem, wraz z Markiem Hebdenem i Robertem Fontaine). W latach 2003, 2004, 2006 i 2007 czterokrotnie zajmował I m. w turniejach West of England w Exmouth. W 2004 i 2005 r. dwukrotnie podzielił I m. w Davos (wspólnie z Adamem Horvathem i Aleksandrem Czerniajewem oraz wspólnie z Petarem Benkoviciem). W 2007 r. zwyciężył w Pachino, natomiast w 2008 r. podzielił II m. (za Igorem Kurnosowem, wspólnie z Witalijem Kuninem i Simenem Agdesteinem) w turnieju Arctic Chess Challenge w Tromsø.
Najwyższy ranking w dotychczasowej karierze osiągnął 1 września 2011 r., z wynikiem 2521 punktów zajmował wówczas 11. miejsce wśród angielskich szachistów.